# Ulm (Montana)
Ulm és una concentració de població designada pel cens dels Estats Units a l'estat de Montana. Segons el cens del 2000 tenia 750 habitants.

## Demografia
Segons el cens del 2000, Ulm tenia 750 habitants, 254 habitatges, i 210 famílies. La densitat de població era de 14,4 habitants per km².
Dels 254 habitatges en un 43,3% hi vivien nens de menys de 18 anys, en un 71,3% hi vivien parelles casades, en un 7,9% dones solteres, i en un 17,3% no eren unitats familiars. En el 16,1% dels habitatges hi vivien persones soles el 3,5% de les quals corresponia a persones de 65 anys o més que vivien soles. El nombre mitjà de persones vivint en cada habitatge era de 2,95 i el nombre mitjà de persones que vivien en cada família era de 3,3.
Per edats la població es repartia de la següent manera: un 31,7% tenia menys de 18 anys, un 7,3% entre 18 i 24, un 26,8% entre 25 i 44, un 26,3% de 45 a 60 i un 7,9% 65 anys o més.
L'edat mediana era de 36 anys. Per cada 100 dones de 18 o més anys hi havia 101,6 homes.
La renda mediana per habitatge era de 40.795 $ i la renda mediana per família de 41.705 $. Els homes tenien una renda mediana de 32.279 $ mentre que les dones 22.045 $. La renda per capita de la població era de 14.602 $. Aproximadament el 12,3% de les famílies i el 17,8% de la població estaven per davall del llindar de pobresa.

## Poblacions més properes
El següent diagrama mostra les poblacions més properes.